# Carl Friedrich Ernst Frommann

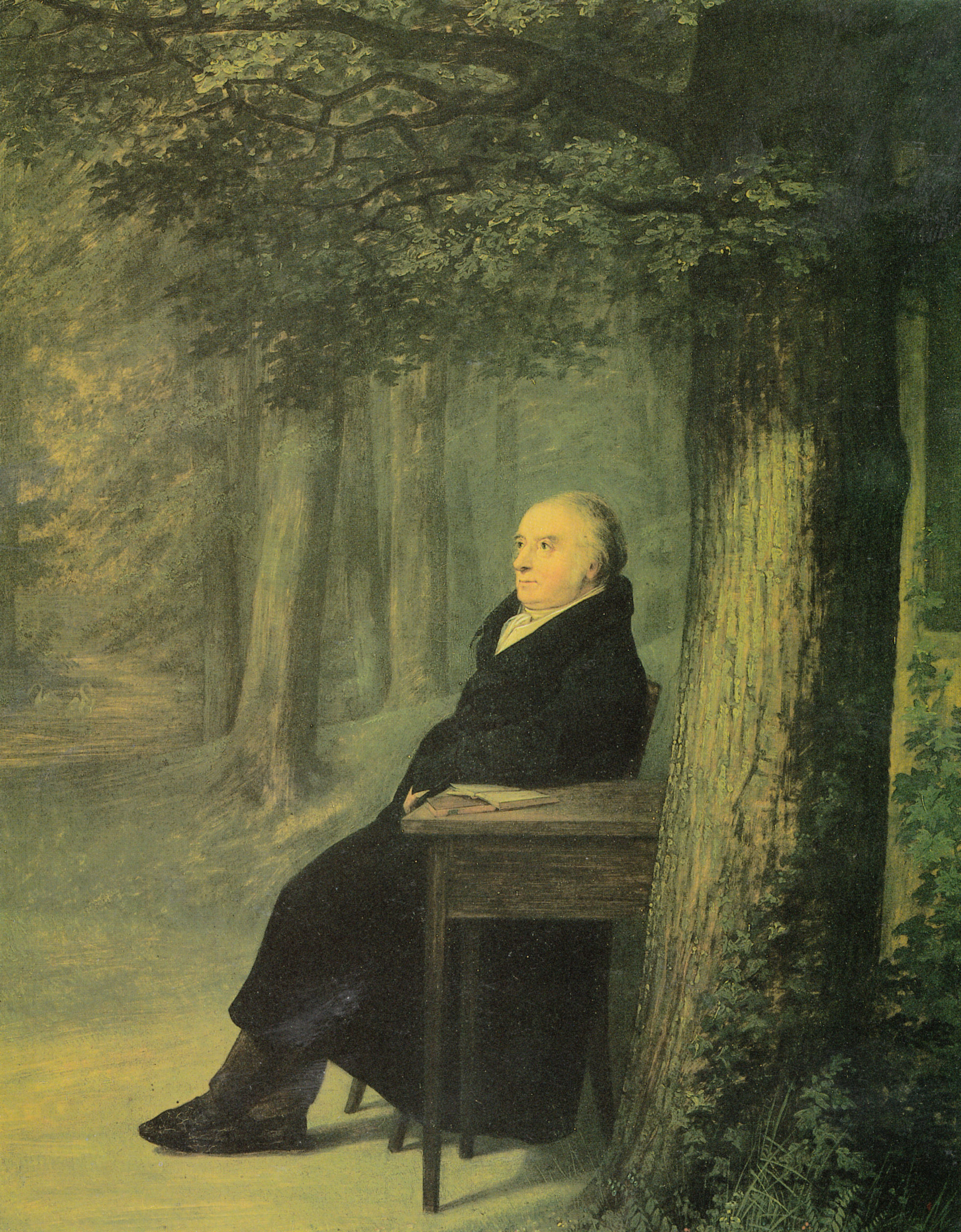
Portrait du libraire C.Fr.Frommann (peinture de Georg Friedrich Kersting, 1824)

Carl Friedrich Ernst Frommann (né le 14 septembre 1765 à Züllichau et mort le 12 juin 1837 à Iéna) est un éditeur et libraire prussien à Iéna.

## Biographie

### Formation et développement de la maison d'édition
Carl Friedrich Ernst Frommann est le fils du libraire Nathanael Sigismund Frommann à Züllichau. Il reçoit sa formation à Berlin auprès d'August Mylius . En 1786, il prend la direction de la maison d'édition familiale, qui opère initialement sous le nom de Nathanael Sigismund Frommanns Erben et est ensuite rebaptisée «Züllichau bei Friedrich Frommann». Alors que le programme d'édition ne comprend auparavant que les domaines de la théologie et de la philosophie, Carl Friedrich Ernst Frommann élargit avec succès le répertoire pour inclure des dictionnaires scolaires et linguistiques. Le "Kritische Griechisch-Deutsche Handwörterbuch" de Johann Gottlob Theaenus Schneider est publié par sa maison d'édition en 1797.

### Centre spirituel de la musique classique à Iéna
En 1798, Frommann transfère la maison d'édition de Züllichau à Iéna afin de se rapprocher du centre intellectuel de l'époque, Weimar et de la ville universitaire d'Iéna.
Entre 1794 et 1805, Iéna accueillit de nombreux esprits créatifs tels que Friedrich Schiller, Johann Gottlieb Fichte, Friedrich Wilhelm Schelling, Georg Wilhelm Friedrich Hegel, les frères Alexander et Wilhelm von Humboldt, les frères August Wilhelm et Friedrich Schlegel, Johann Ludwig Tieck, Clemens Brentano, Johann Heinrich Voss, Friedrich Immanuel Niethammer, Zacharias Werner, Jean Paul, Ernst Moritz Arndt, August Friedrich Karl Ziegesar (1746-1813) et d'autres et parmi eux Johann Wolfgang von Goethe.

### Frommann, sa fille adoptive Minchen et Goethe

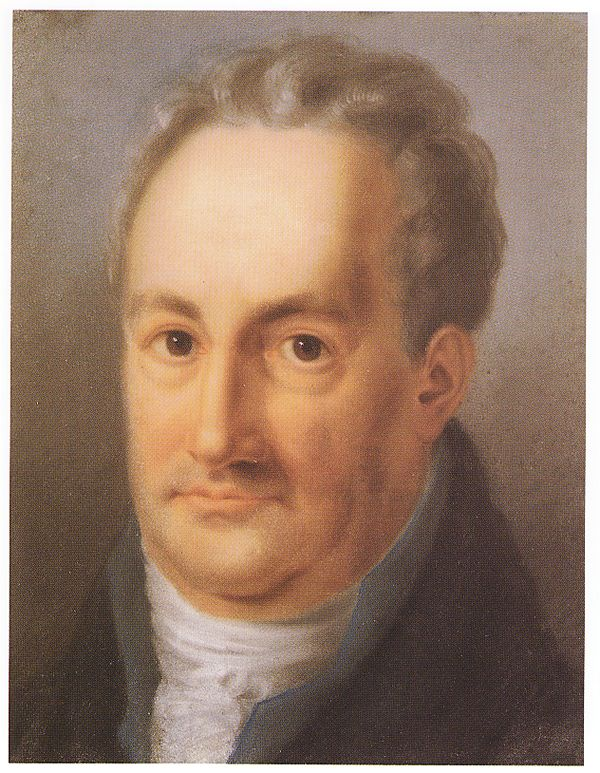
Goethe 1811 (dessin au pastel de Louise Seidler)

L'éditeur réussit à séduire tous les auteurs renommés de l'époque et sa maison devient un centre social à Iéna. Dès 1799, il reçoit le privilège d'ouvrir une imprimerie. Carl Friedrich Ernst Frommann est marié à Johanna Wesselhöfft (1765–1830), avec qui il élève ses enfants Johannes et Alwina ainsi que leur fille adoptive Minchen, qui est devenue orpheline à un âge précoce. Les relations avec Goethe se développent très amicalement, surtout dans les années 1806 et 1807. La forte affection du poète maintenant presque soixante ans pour la fille adoptive de Frommann, Wilhelmine Herzlieb (de), connue sous le nom de Minna ou Minchen, inspire Goethe à se lancer dans une compétition de sonnets avec Zacharias Werner durant l'hiver 1807/08, ce dernier se montrant également intéressé. Bien que la jeune femme n'ait pu s'enthousiasmer pour aucun des candidats, elle garde jusqu'à sa mort le sonnet n° 5 de Gothe qui lui est dédié.

### Remise de la maison d'édition
En 1825, Frommann engage son fils Friedrich Johannes Frommann (de) dans la maison d'édition et se retire de l'édition après 1830. En 1836, il est nommé citoyen d'honneur de la ville de Leipzig et meurt un an plus tard à l'âge de 71 ans.

## La maison d'édition aujourd'hui
L'ancien Frommannsche Verlag existe encore aujourd'hui sous le nom de frommann-holzboog Verlag. Elle publie principalement des ouvrages dans les sciences humaines avec un accent sur la philosophie, la théologie, la psychanalyse et les sciences connexes. La maison d' édition est basée à Stuttgart depuis 1886.